# Museo di storia naturale Bios Taras
Il Museo di storia naturale Bios Taras è un museo scientifico con sede a Taranto. Vi sono esposti oltre 4000 reperti naturalistici.

## Collocazione
Sito in corso Umberto 160, è ubicato in zona centrale del quartiere  Borgo a ridosso dell'isola pedonale e su una via di scorrimento principale.
Fu fondato nel 1968 grazie all'entusiasmo ed alla passione scientifica dei coniugi Cataldo Bianchi ed Anna Fiorenza oltre che al contributo del  biologo  Pietro Parenzan, allora professore presso l'Università di Napoli, nonché direttore dell'Istituto talassografico di Taranto ed autore dell'opera Carta d’identità delle conchiglie del mediterraneo, un vero vademecum per gli studiosi di malacologia di tutto il mondo.
Originariamente si trovava in via Roma 12, fu spostato nell'attuale sede nel giugno del 1977. Alla cerimonia inaugurale partecipò l'allora arcivescovo di Taranto,  Guglielmo Motolese, che rimase esterrefatto per le meraviglie della natura ivi esposte. In particolare fu colpito dalle due valve della Tridacna gigas, il più grande mollusco bivalve esistente (le sue valve possono raggiungere il metro e mezzo di lunghezza, mentre la conchiglia può arrivare ai 300 kg di peso). Visto il grande interesse dell'arcivescovo per la conchiglia i coniugi Bianchi decisero, in quell'occasione, di donare le due valve all'arcidiocesi.
Le due valve della Tridacna gigas, donate dal museo, si trovano attualmente nel vestibolo della concattedrale di Taranto di cui sono le due acquasantiere.

## Collezioni
Nel museo sono raccolti più di 4000 reperti scientifici provenienti da tutti i continenti come conchiglie, minerali, preparati biologici di varia natura ed in particolare farfalle ed insetti sia nostrani che esotici.
Nella sezione Entomologia è possibile osservare la Kallima inachus, lepidottero che imita alla perfezione una foglia secca, oppure l'Attacus atlas (o Farfalla Cobra) la cui apertura alare è più di 25 centimetri. Tra i coleotteri il Dynastes hercules capace di trasportare notevoli pesi con una sorta di pinza che gli ha fornito la Natura e tra gli Artropodi il Pandinus imperator, un gigantesco scorpione che può arrivare a 20 centimetri di lunghezza.
Nella sezione Mineralogia si può ammirare, oltre che rocce e minerali dalle varie forme e dimensioni, anche un esemplare di meteorite.
Nella sezione Malacologia fa bella mostra di sé il Nautilus pompilius, Cefalopode la cui particolare conchiglia ha ispirato il nome del sommergibile nel romanzo di Jules Verne Ventimila leghe sotto i mari.